# Les Guerriers (film, 1966)
Pour les articles homonymes, voir Les Guerriers.
Pour plus de détails, voir Fiche technique et Distribution.
Les Guerriers (Dacii) est un film franco-roumain réalisé par Sergiu Nicolaescu, sorti en 1966.

## Synopsis
Sévère arrive au portes de la Dacie avec ses soldats romains et annonce l'arrivée prochaine de l'empereur Domitien. Il rencontre son père Attius et Cornelius Fuscus, le commandant de l'armée. Attius manœuvre pour éviter l'affrontement avec les Daces, tandis que Fuscus révèle vouloir déposer l'empereur. Ce dernier arrive plus tôt que prévu et décide de traverser le Danube pour engager les hostilités contre les Daces, conduits par le roi Décébale. 
Attius est tué par une sentinelle dace et la guerre dacique commence. Après une première bataille remportée par les romains, Sévère conduit une délégation chez les Daces pour négocier la reddition. Décébale refuse l'offre et révèle à Sévère que son père était Dace, donc qu'il l'est lui-même. Sévère, confus, retourne néanmoins chez les romains pour préparer la guerre. Cotyso, fils de Décébale, est sacrifié au dieu Zalmoxis pour s'accorder ses bonnes faveurs.
Lors de la bataille suivante, les romains tombent dans une embuscade dace et Sévère est porté disparu. Il est en fait recueilli par Meda, la fille de Décébale dans une hutte reculée et ils tombent amoureux l'un de l'autre. Retrouvé par les Daces, Décébale offre à nouveau à Sévère le choix de combattre aux côtés du peuple de son père. Celui-ci refuse par fidélité à l'empereur. Il est relâché et retourne parmi les romains.
Sévère apprend que Fuscus a décimé sa légion et qu'il souhaite prendre la place de Domitien. Ils combattent en duel et Fuscus est tué. Sévère est dès lors nommé chef des armées pour la prochaine bataille. Avant l'assaut final, Sévère combat à nouveau en duel contre Décébale, qui le tue. 

## Fiche technique
- Titre original : Dacii
- Titre français : Les Guerriers
- Réalisation : Sergiu Nicolaescu
- Scénario : Titus Popovici
- Musique : Theodor Grigoriu
- Pays d'origine :  Roumanie -  France
- Langue originale : roumain
- Format : Couleurs - 2,35:1 - Mono
- Genre : péplum
- Date de sortie : 1966

## Distribution
- Pierre Brice :  Sévère
- Marie-Josée Nat : Meda
- Georges Marchal : Cornelius Fuscus
- Amza Pellea : Décébale
- Mircea Albulescu : Oluper
- Alexandru Herescu : Cotyso
- György Kovács : Domitien
- Gheorghe Dinică : Fuscus (voix)
- Sergiu Nicolaescu : Marcus